# چی مینگ چی
چی مینگ چی (انگلیسی: Chi-Ming Che؛ زادهٔ ۱۹۵۷) شیمی‌دان اهل چین و از دانش‌آموختگان دانشگاه هنگ‌کنگ است.